# امرأة رائعة
امرأة رائعة (بالإسبانية: Una mujer fantástica)‏ فيلم دراما تشيلي للمخرج سباستيان ليليو.، صدر في 2017, تم اختياره للتنافس على جائزة الدب الذهبي في القسم الرئيسي في الدورة 67 لمهرجان برلين السينمائي الدولي. وأختير الفيلم التشيلي المرشح لجائزة أفضل فيلم بلغة أجنبية كما تم ترشيحه لنيل جائزة أوسكار في حفل توزيع جوائز الأوسكار التسعون.

## الحبكة
تقع مارينا أورلاندو في الحب وتخطط للمستقبلها. مارينا شابة تعمل نادلة وتطمح لتكون مغنية. وأورلاندو يكبرها بـ 30 عاماً، يمتلك شركة طباعة. بعد احتفال مارينا بعيد ميلادها بليلة واحدة، يمرض أورلاندو بمرض خطير. تأخذه مارينا إلى غرفة الطوارئ، ولكنه يموت بمجرد وصوله إلى المستشفى. بدلاً من أن تحزن على عشيقها، فجأة تكون مارينا محل شك. حيث لايثق بها الأطباء وأسرة أورلاندو. ويتم التحقق من مارينا من امرأة من المباحث لمعرفة ما إذا كانت مشتركة في وفاته. زوجة أورلاندو السابقة تمنعها من حضور الجنازة. ولجعل الأمور أسوأ، يهدد أبن أورلاندو برمي مارينا خارج شقتها المشتركة مع أورلاندو. مارينا امرأة متحولة ولأكثر من عائلة أورلاندو، هويتها الجنسانية منحرفة. لذا فأن مارينا تناضل من أجل حقها في أن تكون هي نفسها. وتخوض معارك بتفس القوى التي كانت قد أمضت حياتها بالقتال فقط لتصبح ما هي عليه الآن - أمرأة كاملة وقوية وصريحة ورائعة.

## الكادر
- دانييلا فيغا بدور مارينا فيدال
- فرانسيسكو رييس بدور أورلاندو
- لويس غنيكو بدور جابو
- ألين كوبينهيم بدور سونيا
- امبارو نوغيرا بدور أنتونيا
- نيكولاس سافيدرا بدور برونو
- أنطونيا زيغيرس بدور اليساندرا
- ترينيداد غونزاليس بدور واندا
- نيستور كانتيلانا بدور غاستون
- اليخاندرو جويك بدور الطبيب

## الإصدار

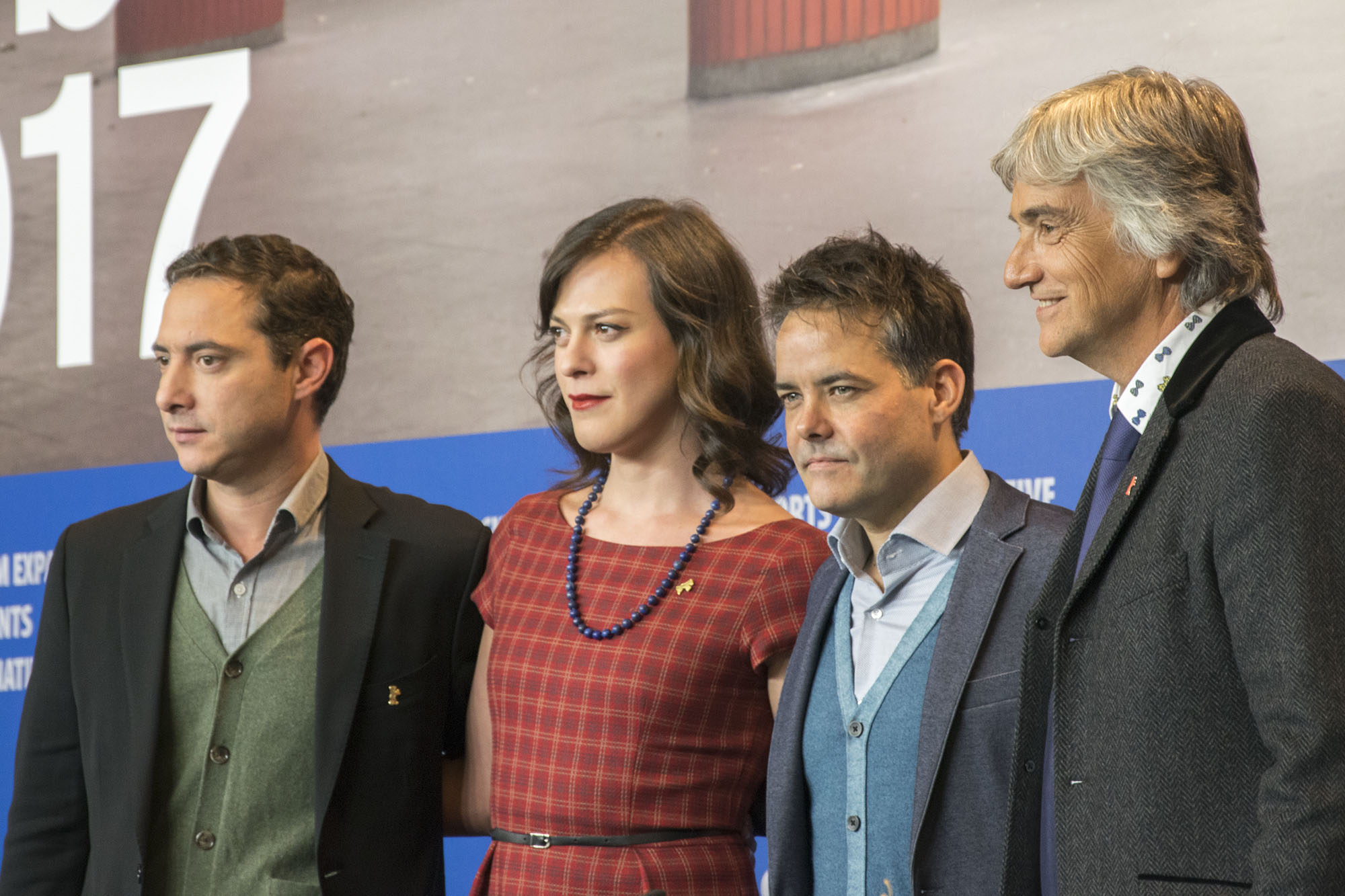
لارين، فيجا، ليلو، رييس مهرجان برلين السينمائي 2017

تم عرض امرأة رائعة لأول مرة في الدورة 67 لمهرجان برلين السينمائي الدولي في 12 شباط / فبراير عام 2017 حيث فاز الفيلم بجائزة الدب الفضي لأفضل سيناريو وجائزة تيدي، وهي جائزة تمنح للأفلام ذات الطابع المثلي. قبل يومين تم شراء الفيلم من قبل شركة سوني بيكتشرز كلاسيك.

## الأستقبال
الفيلم حالياً حاصل على 91% «طازج» على موقع الطماطة الفاسدة، بواقع 91 صوت، مع متوسط درجة 8/10. الإجماع الحاسم للموقع يوافق على ما يلي: «الدهاء والعطاء، امرأة رائعة يعالج في الوقت المناسب، حساسية الموضوع مع الرعاية.» الفيلم حالياً حاصل على ميتاكريتيك درجة 89/100, بواقع 22 صوت، مشيراً إلى «اشادة الجميع».

## الجوائز والترشيحات
| الجوائز                              | تاريخ الحفل    | الفئة                                          | الأستلام والترشيح             | النتيجة     | المراجع |
| ------------------------------------ | -------------- | ---------------------------------------------- | ----------------------------- | ----------- | ------- |
| حفل توزيع جوائز الأوسكار التسعون     | 4 مارس 2018    | جائزة الأوسكار لأفضل فيلم بلغة أجنبية          | سابيستيان ليليو               | فوز         |         |
| جمعية نقاد السينما البلجيكية         | 7 يناير 2018   | الجائزة الكبرى                                 | امرأة رائعة                   | رُشِّح         | [ 14 ]  |
| مهرجان برلين السينمائي الدولي        | 18 فيراير 2017 | جائزة تيدي - أفضل فيلم روائي طويل              | سابيستيان ليليو               | فوز         | [ 15 ]  |
| مهرجان برلين السينمائي الدولي        | 18 فيراير 2017 | الدب الفضي لأفضل سيناريو                       | سابيستيان ليليو وغونزالو مازا | فوز         | [ 16 ]  |
| مهرجان برلين السينمائي الدولي        | 18 فيراير 2017 | الدب الذهبي                                    | سابيستيان ليليو               | رُشِّح         | [ 16 ]  |
| مهرجان كابورغ السينمائي              | 18 يونيو 2017  | جائزة لجنة التحكيم الكبرى                      | سابيستيان ليليو               | فوز         | [ 17 ]  |
| جائزة اختيار النقاد للأفلام          | 11 يناير 2018  | أفضل فيلم أجنبي                                | امرأة رائعة                   | رُشِّح         | [ 18 ]  |
| جائزة الغولدن غلوب                   | 7 يناير 2018   | جائزة غولدن غلوب لأفضل فيلم بلغة أجنبية        | امرأة رائعة                   | رُشِّح         | [ 19 ]  |
| مهرجان هافانا السينمائي              | 15 ديسمبر 2017 | جائزة لجنة التحكيم الخاصة                      | امرأة رائعة                   | فوز         | [ 20 ]  |
| مهرجان هافانا السينمائي              | 15 ديسمبر 2017 | أفضل ممثلة                                     | دانييلا فيجا                  | فوز         | [ 20 ]  |
| مهرجان هافانا السينمائي              | 15 ديسمبر 2017 | Unete- جائزة الأمم المتحدة                     | امرأة رائعة                   | فوز         | [ 21 ]  |
| جوائز الروح المستقلة                 | 3 مارس 2018    | أفضل فيلم دولي                                 | امرأة رائعة                   | في الانتظار | [ 22 ]  |
| المجلس الوطني للمراجعة               | 28 نوفمبر 2017 | أفضل خمسة أفلام بلغة أجنبية                    | امرأة رائعة                   | فوز         | [ 23 ]  |
| مهرجان بالم سبرينغز السينمائي الدولي | 13 يناير 2018  | الذكر الشرفي في لجنة التحكيم السينمائية لاتيني | امرأة رائعة                   | فوز         | [ 25 ]  |
| مهرجان بالم سبرينغز السينمائي الدولي | 13 يناير 2018  | أفضل ممثلة في فيلم بلغة أجنبية                 | دانييلا فيجا                  | فوز         | [ 25 ]  |
| جوائز دوريان                         | 31 يناير 2018  | أفضل فيلم أجنبي                                | امرأة رائعة                   | رُشِّح         | [ 26 ]  |
| جوائز دوريان                         | 31 يناير 2018  | أفضل ممثلة                                     | دانييلا فيجا                  | رُشِّح         | [ 26 ]  |
| جوائز دوريان                         | 31 يناير 2018  | أفضل فيلم عن المثليين                          | امرأة رائعة                   | رُشِّح         | [ 26 ]  |
| جوائز دوريان                         | 31 يناير 2018  | أفضل نجم صاعد                                  | دانييلا فيجا                  | رُشِّح         | [ 26 ]  |
| جوائز جويا                           | 3 فبراير 2018  | أفضل فيلم إيبيروامريكان                        | امرأة رائعة                   | فوز         | [ 27 ]  |

## روابط خارجية
- امرأة رائعة على موقع IMDb (الإنجليزية)
- امرأة رائعة على موقع ميتاكريتيك (الإنجليزية)
- امرأة رائعة على موقع روتن توميتوز (الإنجليزية)
- امرأة رائعة على موقع ألو سيني (الفرنسية)
- امرأة رائعة على موقع أول موفي (الإنجليزية)
- امرأة رائعة على موقع بوكس أوفيس موجو (الإنجليزية)
- امرأة رائعة على موقع فيلمافينيتي (الإسبانية)
- امرأة رائعة على موقع قاعدة بيانات الفيلم (الإنجليزية)
- امرأة رائعة على موقع ليتربوكسد (الإنجليزية)
- امرأة رائعة على موقع كينوبويسك (الروسية)